# Ванцан
Ванца́н (кит. упр. 旺苍, пиньинь Wàngcāng) — уезд городского округа Гуанъюань провинции Сычуань (КНР).

## История
При империи Западная Хань в этих местах был образован уезд Пинчжоу (平周县). При империи Восточная Хань эти земли оказались в составе уезда Ханьшоу (汉寿县). При империи Западная Цзинь в 280 году название уезда было изменено на Цзиньшоу (晋寿县). При империи Лю Сун в 420 году из уезда Цзиньшоу были выделены уезды Цзячан (嘉昌县) и Синлэ (兴乐县); в 431 году уезд Цзячан был переименован в Пинчжоу. При империи Лян в 509 году уезду Пинчжоу было возвращено название Цзячан. При империи Западная Вэй уезд Цзячан в 553 году был переименован в Ичэн (义城县), а уезд Синлэ в 554 году — в Цзячуань (嘉川县). При империи Суй в 618 году уезд Ичэн был переименован в Ицин (义清县). При империи Тан в 742 году уезд Ицин был переименован в Иньшань (胤山县). При империи Сун в 965 году уезд Иньшань был переименован в Пиншу (平蜀县), а в 1070 году присоединён к уезду Цзячуань. При империи Юань в 1277 году уезд Цзячуань был понижен в статусе до посёлка и подчинён уезду Мяньгу, впоследствии переименованному в уезд Гуанъюань.
В 1945 году восточная часть уезда Гуанъюань была выделена в уезд Ванцан. В 1953 году уезд Ванцан перешёл в подчинение Специального района Мяньян (绵阳专区). В 1970 году Специальный район Мяньян стал Округом Мяньян (绵阳地区).
В 1985 году постановлением Госсовета КНР был образован городской округ Гуанъюань, и уезд Ванцан был передан в его состав.

## Административное деление
Уезд Ванцан делится на 17 посёлков и 18 волостей.